# Ангел Ангелов (писател)
Вижте пояснителната страница за други личности с името Ангел Ангелов.
Ангел Г. Ангелов е български писател.

## Биография
Ангел Гeоргиев Ангелов е роден в Пазарджик. Живее във Варна. По образование е електроинженер. Работил е в Девня, Радио Варна, книгоиздателство „Георги Бакалов“ – Варна, Телевизионен център – Варна, във вестници и списания.
Редактор е в списанието за литература и изкуство „Простори“, издание на Общинския съвет – Варна.
Автор е на белетристичните сборници „Невъзможна любов“ (1984), „Оживление в мравуняка“ (1993), „Плах опит за докосване“ (2002), „Ходене по вода“ (2009), „Внезапно сбогуване“ (2018) и на романите „Закуска по обяд“ (1991), „Сутрешни залези“ (2000; II изд. – 2000; издаден и на руски от московското издателство ПоРог, 2005), „Бъдещето на отминалото време“ (2006).и „Пътуването“ (2016).
Подробен очерк за творчеството на Ангел Г. Ангелов под заглавие „Благородството на издигнатия човек“ е публикуван в книгата на литературния критик Ангел Дюлгеров „Паралелни светове (Десет очерка за съвременни български писатели)“ на издателство „Славена“ (Варна, 2011).
През 2016 г. издателство „Хермес“ издава романа му „Пътуването“, а през 2018 – сборника с разкази „Внезапно сбогуване“. За „Пътуването“ му е присъдена наградата за литература „Варна“, а за сборника „Внезапно сбогуване“ – Националната литературна награда „Милош Зяпков“.
Според някои от известните български литератори (Милена Кирова, Михаил Неделчев, Морис Фадел, Ангел Дюлгеров, и др.) Ангел Г. Ангелов е разпознаваем автор със специфичен оригинален стил и интереси свързани с душевността, морала, доброто и злото у човека, духовното развитие.